# Kick Sauber C45
A Kick Sauber C45 egy Formula–1-es versenyautó, amelyet a Stake F1 Team Kick Sauber csapat tervezett és versenyeztetett a 2025-ös Formula–1 világbajnokság során. Pilótái az újonc Gabriel Bortoleto és Nico Hülkenberg voltak.
Ez volt a csapat második autója a kettő közül, melyek az átmeneti időszakban készültek, ugyanis 2026-tól az Audi érkezésével felvásárolta azt. Az idényt az előző évhez hasonlóan rosszul kezdő csapat a szezon harmadától folyamatos pontszerzésekre volt képes, a brit nagydíjon pedig Hülkenberg dobogós helyezést is szerzett vele.

## Áttekintés
Az autó az előző évi C44-es legutolsó fejlesztésekkel ellátott változatának továbbgondolása volt, főként az aerodinamika és a hűtés terén. A szezon előtti teszteken a kasztni túl merevnek és nehezen kezelhetőnek mutatkozott, ezért James Key főtervező utasítására alaposan átdolgozták. Az autó, amely végül az ausztrál nagydíjon rajthoz állt, ezért jelentős mértékben eltért attól, mint amit a teszteken próbálgattak, viszont a kasztni törékenysége is megnőtt.
Bortoleto az 5-ös rajtszámot választotta, mert korábban ezzel nyert F3-as bajnoki címet.
A festés nem sokat változott, a zöld szín valamivel halványabb lett, mint az előző évben. Miamiban festékes stílust imitált, a spanyol nagydajon pedig "pixeles" stílust.

## A szezon
Az idény Ausztráliában kezdődött, ahol Bortoleto rögtön bejutott az időmérő második szakaszába, de a versenyen kiesett. Hülkenberg ezzel szemben végigment és a hetedik helyen ért célba - ami azt jelentette, hogy már az első futamon több pontjuk volt, mint az előző évben összesen. Az ezt követő versenyeken aztán ismét bőven a pontszerző zónán kívül rekedtek, sőt Hülkenberget kizárták a bahreini nagydíjról, mert a padlólemeze a megengedettnél jobban elkopott.
Változás a spanyol nagydíjtól kezdődött, ahová a csapat fejlesztésekkel érkezett. Hülkenberg rögtön egy ötödik helyet szerzett, amely 2022 óta a legjobb eredményük volt. Kanadában egy újabb pontszerzéssel nyolcadik lett, az osztrák nagydíjon pedig kettős pontszerzést ünnepelhettek. A brit nagydíjon aztán, az esős versenyen jobban taktikázó, és hibát nem vétő Hülkenberg a harmadik helyre hozta be az autót. Számára ez volt élete első dobogója, amellyel negatív rekordsorozata is véget ért (239 versenyt várt erre), a Sauber pedig a 2012-es japán nagydíj óta nem szerzett dobogót.

## Eredmények
| Év   | Csapat                    | Motor          | Gumik | Pilóták           | Futamok | Futamok | Futamok | Futamok | Futamok | Futamok | Futamok | Futamok | Futamok | Futamok | Futamok | Futamok | Futamok | Futamok | Futamok | Futamok | Futamok | Futamok | Futamok | Futamok | Futamok | Futamok | Futamok | Futamok | Pontok | Helyezés |
| Év   | Csapat                    | Motor          | Gumik | Pilóták           | AUS     | CHN     | JPN     | BHR     | SAU     | MIA     | EMI     | MON     | ESP     | CAN     | AUT     | GBR     | BEL     | HUN     | NED     | ITA     | AZE     | SIN     | USA     | MXC     | SAP     | LVG     | QAT     | ABU     | Pontok | Helyezés |
| ---- | ------------------------- | -------------- | ----- | ----------------- | ------- | ------- | ------- | ------- | ------- | ------- | ------- | ------- | ------- | ------- | ------- | ------- | ------- | ------- | ------- | ------- | ------- | ------- | ------- | ------- | ------- | ------- | ------- | ------- | ------ | -------- |
| 2025 | Stake F1 team Kick Sauber | Ferrari 066/12 | P     | Gabriel Bortoleto | KI      | 14      | 19      | 18      | 18      | KI      | 18      | 14      | 12      | 14      | 8       | KI      |         |         |         |         |         |         |         |         |         |         |         |         | 41     | 6.       |
| 2025 | Stake F1 team Kick Sauber | Ferrari 066/12 | P     | Nico Hülkenberg   | 7       | 15      | 16      | KIZ     | 15      | 14      | 12      | 16      | 5       | 8       | 9       | 3       |         |         |         |         |         |         |         |         |         |         |         |         | 41     | 6.       |

- † – Nem fejezte be a futamot, de rangsorolva lett, mert teljesítette a versenytáv 90%-át.
- * – Egyes futamokon csak mint Kick Sauber nevezett a csapat, a szerencsejáték-hirdetések tiltása miatt

## Fordítás
Ez a szócikk részben vagy egészben  a   Kick Sauber C45 című angol Wikipédia-szócikk fordításán alapul.  Az eredeti cikk szerkesztőit annak laptörténete sorolja fel. Ez a jelzés csupán a megfogalmazás eredetét és a szerzői jogokat jelzi, nem szolgál a cikkben szereplő információk forrásmegjelöléseként.